# 福因寺
福因寺，藏语称“格都布林”、“米潘木却林”，蒙古语称“准黑惕”，俗称北寺，位于内蒙古自治区阿拉善盟阿拉善左旗巴彦浩特镇，是一座藏传佛教格鲁派寺院。该寺是阿拉善盟仅次于南寺（广宗寺）的又一座大庙。

## 简介
福因寺位于阿拉善左旗，贺兰山北段，山深林密。该寺是阿拉善八大寺之一，其属寺有八座：方等寺、呼尔木图庙、敖套海庙、查拉格尔庙、色勒庙、达里克庙、白塔寺、博尔图（博尔斯图）印塔寺。
阿拉善亲王罗卜藏多尔济之第五子皈依六世班禅后，获六世班禅赐法名“罗布生旦毕关布”。清朝嘉庆元年（1796年），道布增活佛罗布生旦毕关布自西藏回到阿拉善之后，见延福寺重定法事戒律但效果不彰，便自延福寺藏尼德达增带走了众位僧徒，于嘉庆四年（1799年）在定远营城（今巴彦浩特）以北的“浩太”地方兴建了两座简易的小经殿，并主持了几年法会。清廷封他为“道布增呼图克图堪布”，并赏给“嘎舒格”玉书。此后，他在北京先后两次参加“通力”法会，获清朝皇帝恩赐后，决定扩建寺院。他返回阿拉善之后，亲自寻找建寺地址。途中在一牧民家留宿时，梦见白须老者告称：“东那林乌松”“巴彦高勒”地方是吉祥之地。于是他决定在此建寺，获阿拉善亲王旺沁班巴尔的支持，于清仁宗嘉庆九年（1804年）创建新寺。嘉庆九年（1804年），自延福寺分移出以阿旺丹德尔为首的60位僧人，注册在这座新寺名下，寺名为“米潘木却林”，法事照搬青海“阿拉腾寺” （意为“金寺”）的规程进行。嘉庆十一年（1806年），阿拉善亲王玛哈巴拉以工程竣工上报清朝理藩院，嘉庆帝赐名“福因寺”，御赐四体文字书写的“福因寺”匾额。经十几年发展，福因寺不断扩建，僧人已达百余名。
　
清朝咸丰五年（1855年），福因寺兴建99间的朝克沁都贡（大经堂），同时扩建藏尼德殿、塔尔尼殿，及诸多拉布隆、仓吉斯等等。清朝同治八年（1869年）时，该寺僧人达993名。
清朝同治八年（1869年），福因寺首次遭到摧毁。清德宗光绪三年（1877年），经过道布增活佛的努力，该寺部分殿堂获得修复。民国21年（1932年），阿拉善亲王达理扎雅捐资修缮了朝克沁都贡（大经堂）。
民国二十二年（1933年），福因寺占地面积已达到约0.3平方公里，有11座大型经殿，4座拉布隆，5座吉斯等建筑719间，僧人私房779间，共计1498间。其中，朝克沁都贡（大经堂）106间，藏尼德殿54间，阿格巴殿42间，东阔尔殿35间，药王殿41间，苏布尔嘎殿59间，日格尼殿35间，阿木尼殿19间，阿鲁庙23间，德勒和庙19间，辩经殿35间，葛根拉布隆80间，第巴喇嘛拉布隆34间，卫藏喇嘛拉布隆29间，各庙仓113间。中华人民共和国成立前，该寺僧人为 370余名。
文化大革命期间，福因寺再度遭到破坏。直到1982年，该寺开始修复。到2000年代，该寺有大小庙宇15座，建筑物一百多栋，设有亭、堂、殿、阁。主庙旁有高达10米的白塔。各庙以及僧房、吉萨（仓库）共计1498间，占地面积0.3平方公里。